# Földesi Judit
Földesi Judit (Budapest, 1964. december 24. –), névváltozata: Földessy Judit, magyar színésznő, szinkronszínész.

## Élete
Főiskolai tanulmányait a Színház- és Filmművészeti Főiskolán végezte 1983–1987 között.
Pályáját a Pinceszínházban amatőrként kezdte. 1987–1988 között a Szolnoki Szigligeti Színház színésze volt. 1988–1991 között a József Attila Színházban játszott. 1991–1994 között az Arany János Színházban szerepelt. 1994 óta szabadfoglalkozású, Szinkronszínészként is gyakran foglalkoztatják.
Kisgyermekek számára "Judit és a zenemanók" néven indított előadói sorozatot, ezzel első ízben a 90-es évek végén, a Szív TV és az MSat televízió zenei műsoraiban szerepelt, majd 2001-ben adott ki albumot és országszerte fellépéseken vesz részt.

## Magánélete
1997-ben férjhez ment Prokopp Róbert producerhez.

## Színházi szerepei
- Aleine (Kesselring: Arzén és levendula)
- Cecile (Laclos: Veszedelmes viszonyok)
- Pólika (Móricz: Nem élhetek muzsikaszó nélkül)
- Tonya (Paszternak: Doktor Zsivago)
- Beatrice (Goldoni: A hazug)
- Margaréta (Shakespeare: Sok hűhó semmiért)
- Serlán Éva (Horváth P.: Csao bambino)
- Montmorancy kisasszony (Maugham: Örökké téged!)
- Clarice (Goldoni: Két úr szolgája)
- Macska (Maeterlinck: A kék madár)
- Márika (História Nimwégai Márikáról)
- Kati (Hámori: A gyilkos én vagyok)
- Gondos Magdolna (Tamási: Énekes madár)
- Cordelia (Shakespeare: Lear király)
- Toulouse (Audiberti: Árad a gazság)
- Belisa (García Lorca: Don Perlimplin szerelme Belisával a kertben)
- Virginie Renoir (Poplewel–Thomas: A hölgy fecseg és nyomoz)
- Denise (De Letraze: Kié a baba?)
- Piri (Hunyady: Bakaruhában)
- Postáskisasszony (Zilahy: A házasságszédelgő)
- Dawn (Schisgal: Második nekifutás)

## Filmjei

### Játékfilmek
- Miss Arizona (1987)
- A 11. parancsolat (1998)

## Tévéfilmek
- Fürkész történetei
- Hóhatár (1985)
- Nyolc évszak 1-8. (1987)
- Szomszédok (1987-1999)
- A nap lovagja (1987)
- Három a kislány (1988)
- Vadkacsavadászat (1989)
- A kis cukrászda (1989)
- Bárány Tamás: Rendhagyó feltámadás (1990)
- A próbababák bálja (1991)
- Egy diáktüzér naplója (1992)
- Regina révbe ér (1992)
- Hotel Szekszárdi (2002)
- Fenn az ernyő, nincsen kas

## Szinkronszerepei
- Pauly: Dawn Delaney – Charlotte Ross
- Légi zsaruk: Jenny Harland – Doreen Jacobi
- Helene és a fiúk: Hélène Girard – Hélène Rolles
- Templomos lovagok kincsei: Gladys – Annika Bullus
- Rosalinda: Bertha Álvarez – Elvira Monsell
- Marimar: Angélica Santibañez – Chantal Andere
- A vipera: Gildarda – Claudia Eliza Aguilar